# بل اچ‌اس‌ال
بل اچ‌اس‌ال (به انگلیسی: Bell HSL) یک بالگرد ساختِ کارخانهٔ بل هلیکوپتر در کشور ایالات متحده آمریکا و کانادا است. نخستین استفاده‌کنندهٔ این بالگرد نیروی دریایی ایالات متحده آمریکا بوده‌است. این بالگرد برای نخستین بار در ۳ مارس ۱۹۵۳ میلادی مورد استفاده قرار گرفت.